# The Lord of Flies
The Lord Of Flies är det första albumet av hårdrocksbandet Axewitch, utgivet 1983. Albumets titel är hämtat från författaren William Goldings roman med samma namn.

## Låtlista
1. Axe Victim
2. Just Another Lunatic
3. High Power
4. Let The Strings Cry Out (Instrumental)
5. Sinner
6. The Arrival Of The Flies (Part 1)
7. The Lord Of Flies
8. Down Town
9. Seven Angels